# Ácido hidroxámico
El ácido hidroxámico es una clase de compuesto químico –en la química orgánica– que comparte el mismo grupo funcional, en el que un grupo hidroxilamino está insertado en un ácido carboxílico. Su estructura general es R-CO-NH-OH, con R como residuo orgánico, CO como un grupo carbonilo, y un grupo hidroxilamino NH-OH. Son usados como agentes quelantes de metales.
Los ácidos hidroxámicos pueden ser sintetizados a partir de aldehídos, por medio de la reacción de Angeli-Rimini. Una reacción bien conocida de los ácidos hidroxámicos es la reordenación de Lossen.
Los hidroximatos, sales de los ácidos hidroxámicos, son factores de crecimiento esenciales, o vitaminas, para algunos microbios. Su función es la de unirse a compuestos de hierro (sideróforos) que solubilizan el hierro y lo transportan a la célula.
El hierro es un componente clave de los citocromos y proteínas hierro-azufre (involucradas en el transporte de electrones) y, en consecuencia, es importante en la respiración celular. En un ambiente ausente de oxígeno (anóxico), el hierro estará presente en el estado de oxidación +2 (Fe²+), que es soluble en agua. Bajo condiciones óxicas, el hierro estará presente en el estado de oxidación +3 (Fe³+), una forma mineral insoluble. Las potentes propiedades quelantes del ácido hidroxámico y sus derivados son explotadas por las bacterias para obtener hierro férrico. Una vez que el complejo hierro-hidroxamato ha entrado a la célula, el hierro es liberado, y el ácido hidroxámico puede ser excretado y reutilizado para el transporte de hierro.